# Armistício

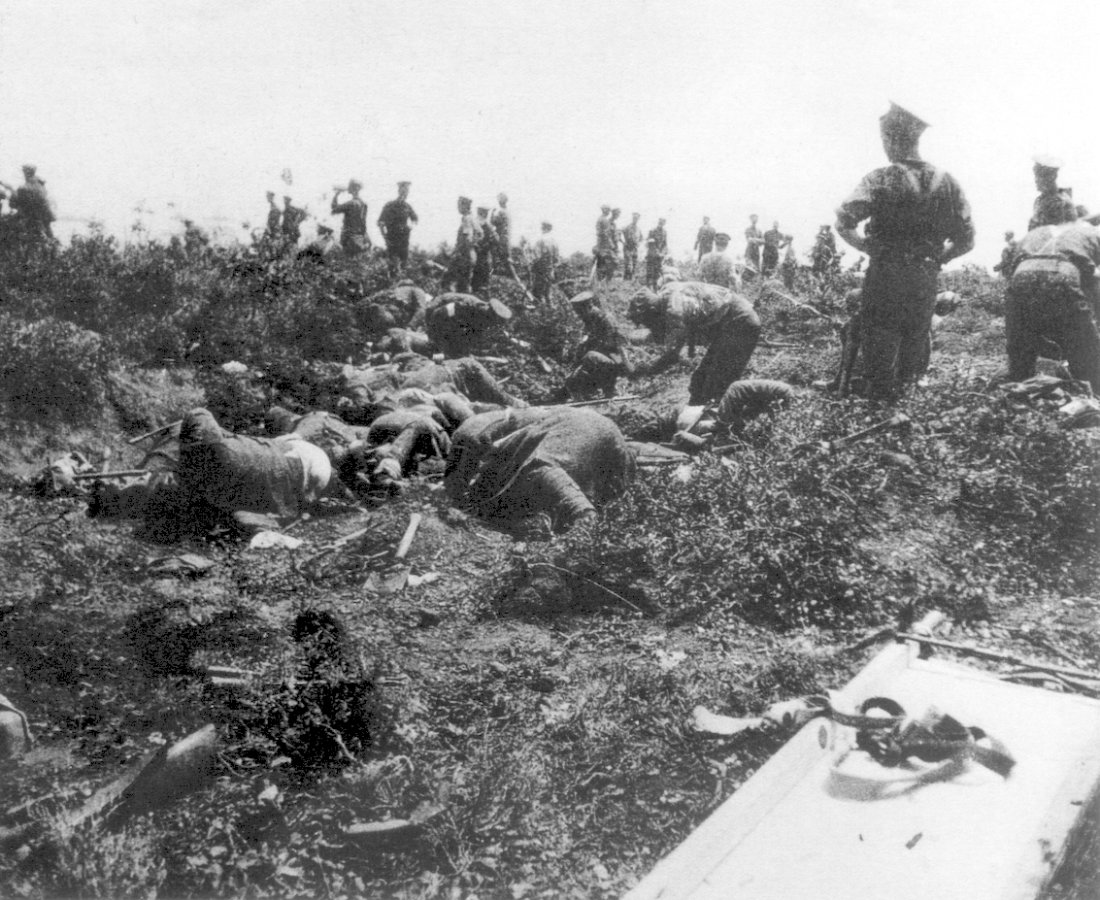
A trégua para o enterro dos mortos, que foi assinada em 24 de maio de 1915 entre a Turquia e as tropas ANZAC.

Armistício ou trégua é um acordo formal onde as duas partes envolvidas num conflito armado concordam em interromper a luta. Não é necessariamente o fim da guerra, uma vez que pode ser apenas um cessar-fogo enquanto se tenta realizar um tratado de paz. A palavra deriva do latim: arma (arma) e stitium (parar). Um cessar-fogo refere-se ao fim temporário de combates entre as partes geralmente em um período limitado de tempo em determinado território. Geralmente o cessar-fogo é necessário para a negociação de um armistício. O armistício é um modus vivendi, diferente de um acordo de paz, que pode levar meses ou anos para ser assinado. O Conselho de Segurança das Nações Unidas geralmente tenta impor o cessar-fogo, sendo os armistícios negociados posteriormente entre as partes conflitantes, sem a imposição de termos pelas Nações Unidas. O aspecto fundamental de um armistício é o conflito encerrar sem haver rendição.

## Direito internacional
De acordo com o direito internacional, um armistício é um acordo legal (geralmente em um documento) que encerra a luta entre as "partes beligerantes" de uma guerra ou conflito. Na Convenção de Haia de 1899, três tratados foram acordados e três declarações feitas. A Convenção com relação às Leis e Costumes da Guerra em Terra declarou: "Se a duração [do armistício] não for fixada", as partes podem retomar os combates (Artigo 36) como quiserem, mas com as devidas notificações. Isso é em comparação com um armistício de "duração fixa" no qual as partes podem renovar a luta apenas no final da duração fixa específica. Quando as partes beligerantes dizem com efeito que "este armistício encerra completamente a luta" sem qualquer data final para o armistício, a duração do armistício é fixada no sentido de que nenhuma retomada da luta é permitida em nenhum momento. Por exemplo, o Acordo de Armistício da Coreia pede um "cessar-fogo e armistício" e tem o "objetivo de estabelecer um armistício que garanta a cessação completa das hostilidades e de todos os atos de força armada na Coreia até que um acordo pacífico final seja alcançado".